# En Español
En Español é o primeiro álbum de estúdio em língua espanhola da cantora pop brasileira Kelly Key e segundo no geral, lançado originalmente em 13 de junho de 2002 pela gravadora Warner Music. O álbum, com versões em espanhol de seu primeiro trabalho,vendeu em torno de 200 mil de cópias, de onde foram retirados canções como "Baba" e "Cachorrito".

## Produção e tema
Em 2002 os singles do primeiro álbum de Kelly Key, Escondido e Baba haviam feito grande sucesso em outros países da América do Sul, tomando uma proporção maior do que se esperava pela cantora e pela gravadora. No mesmo ano a Warner Music autorizou Kelly Key à gravar seu primeiro álbum latino, que trazia as músicas de seu primeiro álbum em uma versão em espanhol
A maioria das canções são compostas por Kelly Key em parceria com outros compositores como Andinho e pelo cantor Gustavo Lins, conhecido por trabalhos prestados a inúmeros cantores como Mariana Aydar e Wanessa Camargo e considerado um dos maiores compositores jovens brasileiros. A produção do álbum foi realizada pelo DJ Cuca e pelo produtor Afegan, conhecidos no cenário musical carioca, explorando uma sonoridade diferente da normalmente utilizada no Brasil, explorando além do pop convencional, o R&B e elementos de Dance-pop, inspirado no estilo de música americana como Christina Aguilera e Jennifer Lopez, além de Britney Spears, sua maior referência. As faixas do álbum exploram o tema do sexo casual, amor não correpondido, liberdade sexual entre os jovens, além de traição e feminismo.

## Lançamento e recepção
O jornalista Carlos Eduardo Lima classificou as canções do álbum como hinos do "girl power" e disse ainda que Kelly Key levantou "uma bandeira de autoestima feminina, perdida há um bom tempo no Brasil", acrescentando ainda que mulheres de todas as idades se identificam com a canção da cantora, "compartilhando da vingança contra algum cafajeste". O álbum vendeu mais de 50 mil cópias.

## Faixas
| N.º            | Título               | Compositor(es)                   | Duração |  |
| 1.             | "A Escondidas"       | Kelly Key, Andinho               | 4:28    |  |
| 2.             | "Sólo Quiero Quedar" | Kelly Key                        | 3:48    |  |
| 3.             | "Enfadada"           | Kelly Key, Gustavo Lins, Andinho | 2:47    |  |
| 4.             | "Ángel"              | Kelly Key, Andinho               | 2:57    |  |
| 5.             | "Baba"               | Kelly Key                        | 3:44    |  |
| 6.             | "Brincar de Amor"    | Kelly Key, Gustavo Lins, Andinho | 3:21    |  |
| 7.             | "Tudo com Você"      | Kelly Key, Andinho               | 3:49    |  |
| 8.             | "Quién Eres Tú?"     | Andinho                          | 2:57    |  |
| 9.             | "Viajar no Groove"   | Kelly Key, Andinho               | 3:28    |  |
| 10.            | "Cachorrito"         | Andinho                          | 4:11    |  |
| Duração total: | Duração total:       | Duração total:                   | 40:32   |  |

## Histórico de lançamento
| País      | Data                  | Formato | Gravadora    |
| --------- | --------------------- | ------- | ------------ |
| Chile     | 13 de junho de 2002   | CD      | Warner Music |
| Argentina | 13 de junho de 2002   | CD      | Warner Music |
| Uruguai   | 13 de junho de 2002   | CD      | Warner Music |
| Peru      | 13 de junho de 2002   | CD      | Warner Music |
| Colombia  | 1 de setembro de 2002 | CD      | Warner Music |